# 戈盧比埃維奇 (納羅季奇區)
51°5′13″N 29°24′14″E / 51.08694°N 29.40389°E
戈盧比埃維奇（烏克蘭語：Голубієвичі），是烏克蘭北部的村莊，隸屬日托米爾州的科羅斯滕區。該村始建於1545年，面積1.21平方公里，海拔高度159米，2001年人口20。